# 海吉拉 (電視電影)
《海吉拉》（英語：Hijra In Between）是緯來電影台自製的電視電影，由蔡宓潔執導，許光漢、姚愛寗、林意箴主演，劇情主軸為傳達愛不分性別，是一部校園純愛故事。本片於2017年10月6日開鏡，同月19日殺青，2018年6月10日於緯來電影台首播。2021年3月31日於韓國大螢幕上映。2024年7月15日於日本FOD獨家上線。
劇情描述高中同學兼閨蜜──劉宛婷與何希真，喜歡上了同一個男生──文棠生，在希真的讓步下，棠生和宛婷正式交往；因為一場意外，宛婷發現自己擁有雙重性徵，她因此選擇不告而別；多年後，希真和棠生的身邊，出現一個相貌清秀的男生──劉廷。

## 演員
- 許光漢 飾演 文棠生
- 姚愛寗 飾演 劉宛婷
- 林意箴 飾演 何希真

## 製作
「海吉拉」是南亞地區對於陰陽人、變性人的尊稱，他們和天使與阿修羅一樣，是沒有性別的區隔、崇高的存在。導演蔡宓潔表示在因緣際會下有了這個劇本，相較於地位崇高的海吉拉，雙性人、變性人、陰陽人在現今則被邊緣化，甚至是一種標籤。她說拍攝這個題材，探討的不在於生理構造、或者從寫實醫學角度看待，而是著墨在一群沒有社會包袱的年輕人，在打破社會框架下探討這個議題，傳達「愛不分性別、愛是無限的，尊重各種有愛的族群」的理念。
女主角劉宛婷的原型來自現實中的人物丘愛芝，她從小就被缺乏正確常識的父母定義性別，直到長大才發現自己是陰陽人，在面臨自己擁有兩個性別的事實有許多掙扎。
姚愛寗在劇中為演出變性成男人，除了將頭髮剪短、穿上束胸，她也為角色做了許多功課，假想自己做為主角在手術後寫住院日記、還有以另一個性別回歸前的期間做了些什麼，她為了揣摩男生的模樣，在雙腿間放了襪子模擬成男性生殖器官，令自己的舉手投足更男性化。她表示日常生活中很難去揣摩這件事，所以必須要做大量的功課和心境轉換。

## 獎項
| 年份   | 單位         | 獎項                       | 入圍者 | 結果 |
| ------ | ------------ | -------------------------- | ------ | ---- |
| 2019年 | 第54屆金鐘獎 | 迷你劇集／電視電影女配角獎 | 林意箴 | 提名 |

## 資料來源
1. ↑  . 中時電子報. 2017-10-06. （原始内容存档于2022-02-03） （中文（臺灣））.
2. ↑  蕭宇涵. . NOWnews. 2020-02-25. （原始内容存档于2017-10-20） （中文（臺灣））.
3. ↑  . WEBザテレビジョン. 2024-07-01. （原始内容存档于2024-07-02） （日语）.
4. ↑  . 緯來電影台. 2020-03-15. （原始内容存档于2020-03-16） （中文（臺灣））.
5. ↑  . Cosmopolitan. 2020-03-15. （原始内容存档于2020-03-16） （中文（臺灣））.
6. ↑  . 緯來電影台. 2020-03-15. （原始内容存档于2020-03-16） （中文（臺灣））.

## 外部連結
- 緯來電影台－海吉拉（繁體中文）
- YouTube上的海吉拉